# رولاند هايت
رولاند هايت (30 ديسمبر 1961 - 5 يوليو 2012) (بالإنجليزية: Roland Hyatt)‏ هو لاعب كريكت أسترالي. لعب مع فريق تسمانيا للكريكت.

## وصلات خارجية
- رولاند هايت على موقع إي آس بي آن كريك إنفو (الإنجليزية)